# Комплекс Баадера — Майнхоф
«Комплекс Баадера — Майнхоф» (нем. Der Baader Meinhof Komplex, 2008) — немецкий драматический фильм режиссёра Ули Эделя. Автор сценария и продюсер Бернд Айхингер, в главных ролях Мориц Блайбтрой, Мартина Гедек и Йоханна Вокалек. Фильм основан на одноимённом немецком научно-популярном бестселлере 1985 года Стефана Ауста. В нём рассказывается о первых годах существования западногерманской крайне левой террористической организации Rote Armee Fraktion (Фракция Красной Армии, она же RAF) с 1967 по 1977 год.
Фильм был номинирован на 81-ю премию «Оскар» в категории лучший фильм на иностранном языке. Он также был номинирован на 66-ю премию «Золотой глобус» в категории лучший фильм на иностранном языке.

## Сюжет
2 июня 1967 года шах Ирана посетил Западный Берлин и посетил представление в Немецкой опере. Возмущённые его политикой в управлении Ираном, участники западногерманского студенческого движения выступили с протестом. Полиция и служба безопасности шаха нападают на протестующих, и офицер Карл-Хайнц Куррас смертельно ранит безоружного протестующего Бенно Онезорга.
Смерть Онесорга возмутила Западную Германию, в том числе журналистку левого толка Ульрику Майнхоф, которая в ходе теледебатов заявила, что демократически избранное правительство Западной Германии является фашистским полицейским государством. Вдохновлённые риторикой Майнхоф, харизматичные радикалы Гудрун Энслин и Андреас Баадер организовали поджоги универмагов во Франкфурте в 1968 году. Освещая судебный процесс над ними, Ульрика Майнхоф была глубоко тронута их приверженностью вооружённой борьбе против того, что они считают неонацистским правительством. Она добивается свидания с Энслином в тюрьме, и между ними завязывается тесная дружба. Вскоре после этого Майнхоф уходит от мужа к журналисту Питеру Хоманну, связанному с радикалами.
Тем временем Энслин и Баадер были освобождены до рассмотрения апелляции и привлекли внимание различных молодых людей, в том числе Астрид Пролль и Петера-Юргена Боока. Проведя некоторое время за границей, Баадер, Энслин и Пролль возвращаются в Западную Германию и начинают жить с Майнхоф. Жизнь в условиях среднего класса все больше надоедает Майнхоф, и она стремится к более жестоким действиям. Несмотря на то, что Энслин говорит ей, что ради революции нужно идти на жертвы, Майнхоф не хочет оставлять своих детей. Но тут Баадера арестовывают. Используя свои связи, Майнхоф устраивает ему собеседование за пределами тюрьмы, где Энслин и другие освобождают его из-под стражи. Хотя по плану Майнхоф должна была выглядеть как невинная журналистка, совершившая побег из тюрьмы, она бежит вместе с Баадером и Энслином, тем самым уличая себя в покушении на убийство безоружного гражданского лица и двух полицейских.
Оставив двоих детей Майнхоф на Сицилии, группа проходит подготовку в лагере ФАТХ в Иордании, где эгоистичные и неразборчивые в связях немцы приводят в ярость своих хозяев-мусульман. Хоманн покидает группу после того, как подслушал, как Майнхоф, Баадер и Энслин просят ФАТХ убить его. Также узнав, что Майнхоф хочет отправить двоих своих детей в лагерь подготовки террористов-смертников, Хоманн сообщает об этом бывшему коллеге Майнхоф Штефану Аусту, который возвращает детей их отцу.
Вернувшись в Германию и назвав себя Фракцией Красной армии (RAF), Баадер и его последователи начинают кампанию ограблений банков. В ответ глава федеральной полиции Германии (BKA) Хорст Герольд приказывает перевести всю местную полицию на один день в федеральное подчинение. В тот день активистка RAF Петра Шельм проезжает через дорожный блокпост, за ней гонятся двое полицейских. Оказавшись загнанной в угол, она затевает перестрелку и получает смертельное ранение от их ответного огня. Расценивая её смерть как убийство, а не сопротивление аресту, Баадер и Энслин отвергают возражения Майнхоф и начинают систематически бомбить полицейские участки и вооружённые силы США. По мере того, как на экране появляются ужасные кадры с искалеченными и мертвыми, за кадром звучат заявления Майнхоф для прессы, оправдывающие взрывы.
По мере того как ситуация обостряется, Герольд приказывает BKA начать поиск преступников, и членов RAF начинают арестовывать. Баадера и Хольгера Майнса ловят после перестрелки с полицией. Вскоре после этого Энслин и Майнхоф попадают в плен. В разных тюрьмах заключённые RAF объявили голодовку, в результате которой Майнс скончался. Немецкое студенческое движение считает это убийством. Затем власти переводят Баадера, Энслина, Майнхоф и Яна-Карла Распе в тюрьму Штаммхайм, где они работают над своей защитой на суде и тайно передают приказы наружу.
В 1975 году группа молодых новобранцев RAF захватывает западногерманское посольство в Стокгольме, где они убивают двух заложников. Осада заканчивается взрывом, в результате которого все террористы и заложники получают ранения. Член RAF Ульрих Вессель скончался два часа спустя в местной больнице, а Зигфрид Хауснер был тяжело ранен, экстрадирован в Западную Германию и скончался в тюремной больнице. Заключённые члены RAF потрясены плохим выполнением их приказов. Тем временем ассистент Герольда спрашивает, почему люди, которые никогда не встречались с Баадером, готовы выполнять его приказы. Герольд отвечает: «Миф».
Майнхоф, страдающая от депрессии и угрызений «совести из-за смертей, вызванных их взрывами, подвергается садистскому эмоциональному насилию со стороны Баадера и Энслин, которые называют её предательницей и "ножом в спину RAF". В ответ Майнхоф повесилась в своей камере. Заключённые члены RAF обвиняют правительство Западной Германии в её убийстве во время судебного процесса, и многие им верят.
После отбытия срока Бригитта Монхаупт принимает командование RAF. Она сообщает Бооку, что Баадер запретил впредь совершать нападения на "народ", и заручается его помощью в контрабанде оружия в Штаммхайм. В отместку за "убийства" Майнса, Хаузнера и Майнхоф RAF убивают генерального прокурора Западной Германии Зигфрида Бубака. Монхаупт, Кристиан Клар и Сюзанна Альбрехт также пытаются похитить президента Dresdner Bank Юргена Понто, который сопротивляется и оказывается застрелен. Зная, что заключенные в тюрьму члены Фракции Красной Армии заказали оба убийства, западногерманское правительство отправляет их в одиночные камеры. Несмотря на это, Энслин и Баадер получают двустороннюю радиосвязь и продолжают переправлять приказы на улицу.
Затем Монхаупт похищает промышленника Ханнса-Мартина Шлейера и требует освободить своих заключённых товарищей в обмен на его жизнь. Западногерманские власти не выполняют их требования, и RAF с Народным фронтом освобождения Палестины захватывают самолёт авиакомпании Lufthansa, выполнявший рейс 181. Захват самолёта завершается штурмом и спасением заложников. В Штаммхайме Баадер радостно предупреждает представителя правительства Западной Германии на переговорах о том, что эскалация насилия будет продолжаться. Энслин делает такое же предсказание тюремному священнику и утверждает, что западногерманское правительство собирается убить её и всех её товарищей по заключению.
На следующее утро сотрудники исправительного учреждения находят Баадера и Распе застреленными в своих камерах с лежащими рядом пистолетами, которые Монхаупт тайно пронесла в тюрьму. Энслин найдена повешенной на оконной решётке. Ирмгард Мёллер находят ещё живой с четырьмя ножевыми ранениями груди. Когда новость доходит до остальных членов RAF, они опустошены и уверены, что троица была убита. К их удивлению, Монхаупт объясняет, что Баадер, Энслин, Мёллер и Распе «не являются жертвами и никогда ими не были». Она объясняет, что они, как и Майнхоф, бконтролировали исход до самого конца». Когда члены RAF реагируют с ошеломлённым недоверием, Монхаупт отвечает: «Вы их не знали. Перестаньте думать, что они были не такими, как на самом деле».
В знак того, что терроризм RAF будет продолжаться, в последних кадрах фильма показано убийство заложника Ханнса-Мартина Шлейера. В качестве ироничной критики того, насколько жестокой была контркультура 1960-х годов в Германии по сравнению с другими западными странами, во время титров звучит песня Боба Дилана Blowin' in the Wind.

## В ролях
| Актёр                 | Роль                |
| --------------------- | ------------------- |
| Мартина Гедек         | Ульрика Майнхоф     |
| Мориц Бляйбтрой       | Андреас Баадер      |
| Йоханна Вокалек       | Гудрун Энслин       |
| Надя Уль              | Бригитта Монхаупт   |
| Штипе Эрцег           | Хольгер Майнс       |
| Нильс Бруно Шмидт     | Ян-Карл Распе       |
| Винценц Кифер         | Петер-Юрген Боок    |
| Симон Лихт            | Хорст Малер         |
| Ян Йозеф Лиферс       | Петер Хоман         |
| Александра Мария Лара | Петра Шельм         |
| Катарина Ваккернагель | Астрид Пролль       |
| Даниель Ломацш        | Кристиан Клар       |
| Себастьян Бломберг    | Руди Дучке          |
| Бруно Ганц            | Хорст Херольд       |
| Фолькер Брух          | Штефан Ауст         |
| Томас Тиме            | судья д-р Принцинг  |
| Бернд Штегеманн       | Ханнс Мартин Шлейер |
| Ханс-Вернер Мейер     | Клаус Райнер Рёль   |
| Йоханнес Зум          | Торвальд Пролль     |
| Хайно Ферх            | эпизод              |

## Награды и номинации
| Награды и номинации (приведено в хронологической последовательности) | Награды и номинации (приведено в хронологической последовательности) | Награды и номинации (приведено в хронологической последовательности) | Награды и номинации (приведено в хронологической последовательности) | Награды и номинации (приведено в хронологической последовательности) |
| Дата                                                                 | Церемония                                                            | Категория                                                            | Номинант (-ы)                                                        | Результат                                                            |
| -------------------------------------------------------------------- | -------------------------------------------------------------------- | -------------------------------------------------------------------- | -------------------------------------------------------------------- | -------------------------------------------------------------------- |
| 11 января 2009                                                       | Премия «Золотой глобус»                                              | Лучший фильм на иностранном языке                                    | Германия                                                             | Номинация                                                            |
| 22 января 2009                                                       | Премия «Оскар»                                                       | Лучший фильм на иностранном языке                                    | Ули Эдель                                                            | Номинация                                                            |
| 8 февраля 2009                                                       | Премия BAFTA                                                         | Лучший фильм на иностранном языке                                    | Бернд Айхингер, Ули Эдель                                            | Номинация                                                            |
| 24 апреля 2009                                                       | Deutscher Filmpreis                                                  | Лучшая актриса главной роли                                          | Йоханна Вокалек                                                      | Номинация                                                            |
| 24 апреля 2009                                                       | Deutscher Filmpreis                                                  | Лучшая режиссура                                                     | Ули Эдель                                                            | Номинация                                                            |
| 24 апреля 2009                                                       | Deutscher Filmpreis                                                  | Лучший дизайн костюмов                                               | Биргит Миссал                                                        | Номинация                                                            |
| 24 апреля 2009                                                       | Deutscher Filmpreis                                                  | Выдающийся художественный фильм                                      | Бернд Айхингер                                                       | Номинация                                                            |
| 6 декабря 2009                                                       | Фестиваль операторского искусства «Camerimage»                       | Бронзовая лягушка                                                    | Райнер Клаусманн                                                     | Победа                                                               |
| 2009                                                                 | Премия Европейской киноакадемии                                      | Лучший европейский актёр                                             | Мориц Бляйбтрой                                                      | Номинация                                                            |
| 2009                                                                 | Премия Европейской киноакадемии                                      | Приз зрительских симпатий                                            | Ули Эдель                                                            | Номинация                                                            |
| 2009                                                                 | Премия Европейской киноакадемии                                      | Prix d’Excellence                                                    | Вальдемар Покромски (за грим и причёски)                             | Номинация                                                            |